# Saint-Mars-du-Désert (Loira Atlàntic)

Localització de Saint-Mars-du-Désert (Loira Atlàntic)

Saint-Mars-du-Désert  (en bretó Sant-Marzh-an-Dezerzh) és un municipi francès, situat a la regió de país del Loira, al departament de Loira Atlàntic, que històricament va formar part de la Bretanya. L'any 2006 tenia 3.985 habitants. Limita amb Petit-Mars, Ligné, Le Cellier, Mauves-sur-Loire, Carquefou i Sucé-sur-Erdre.

## Demografia
| 1962                                       | 1968  | 1975  | 1982  | 1990  | 1999  |
| ------------------------------------------ | ----- | ----- | ----- | ----- | ----- |
| 1.645                                      | 1.713 | 2.033 | 2.831 | 3.127 | 3.405 |
| Des de 1962: població sense dobles comptes |       |       |       |       |       |

## Administració
| Període   | Identitat           | Partit |
| --------- | ------------------- | ------ |
| 1983-1996 | Philippe Touzot     |        |
| 1996-2001 | Roger Lecomte       |        |
| 2001-2008 | Annie-France Touzot |        |
| 2008-     | Frédéric Maindron   |        |